# Heteronyx mulwalensis
Heteronyx mulwalensis är en skalbaggsart som beskrevs av Blackburn 1889. Heteronyx mulwalensis ingår i släktet Heteronyx och familjen Melolonthidae. Inga underarter finns listade i Catalogue of Life.